# Pleasant Porter
Pleasant Porter (26 de setembro de 1840 - 3 de setembro de 1907) foi um respeitado estadista indiano americano e o chefe principal da Nação Creek de 1899 até sua morte.

## Biografia
Ele nasceu em 26 de setembro de 1840 na Nação Creek, Território Indiano, no que é hoje o Condado de Wagoner, Oklahoma. Seu nome creek era Talof Harjo, que significa "Urso Louco" em inglês.
Pleasant Porter foi educado na Escola missionária Tullahassee na Nação Creek, onde estudou por cinco anos. Ele cresceu em um bicultural, e ele era fluente tanto em Muscogee quanto em inglês. Isso lhe deu uma vantagem em operar nos mundos branco e creek como um adulto. Ele complementou essa educação básica desenvolvendo um hábito de estudo ao longo da vida em casa. Depois de sair da escola, ele trabalhou em uma loja por algum tempo. Ele viajou para o Novo México, onde dirigiu gado até o início da Guerra Civil.